# Servi Fulvi Petí Nobílior
Servi Fulvi Petí Nobílior (llatí: Servius Fulvius M. f. M. n. Paetinus Nobilior) va ser un magistrat romà. Formava part de la gens Fúlvia i va ser el primer d'afegir-se el cognomen Nobílior al seu nom.
Va ser elegit cònsol l'any 255 aC junt amb Marc Emili Paule, cap a la meitat de la Primera Guerra Púnica. Al començament del seu període Règul havia estat derrotat a Àfrica pels cartaginesos i les restes del seu exèrcit estaven assetjats a Clipea. El senat va enviar a la zona als dos cònsols amb una flota d'almenys tres-cents vaixells per recollir els sobrevivents. Després de reduir Cossura els romans es van trobar amb la flota cartaginesa prop del cap Hermaeus i la van derrotar, amb fortes pèrdues pels púnics Els cònsols van desembarcar a Clipea però com que anaven curts de provisions, van retornar cap a Sicília. Era el mes de juliol i els pilots dels vaixells van advertir que s'havia d'evitar la costa sud de l'illa que era perillosa per causa dels vents. Els cònsols van desestimar l'advertència i la flota va ser sorpresa per una forta tempesta que va destruir la major part de les naus i va omplir la costa entre Camarina i Paquinos de cadàvers.
Els dos cònsols es van salvar, i l'any següent, com a procònsols, van celebrar el triomf, enfosquit per aquesta desgràcia.